# David Weiss Halivni
David Weiss Halivni (in ebraico דוד הלבני‎?; Kobyletzka Poliana, 30 settembre 1927 – 29 giugno 2022) è stato un rabbino, teologo e educatore statunitense, ebreo ortodosso naturalizzato israeliano, professore di Talmud, superstite dell'Olocausto.

## Biografia
David Weiss è nato nel piccolo paese di Kobyletzka Poliana (Кобилецька Поляна, Poiana Cobilei, Gergyanliget) nella Rutenia subcarpatica, allora in Cecoslovacchia (ora nel distretto di Rakhivski, Ucraina). I suoi genitori si separarono quando aveva 4 anni e crebbe a casa di suo nonno, uno studioso di Talmud a Sighet in Romania. Durante l'Olocausto, all'età di 16 anni, fu deportato ad Auschwitz. Dopo una settimana, fu trasferito in un campo di lavori forzati, il Campo di concentramento di Gross-Rosen, poi a Wolfsberg (Austria) e infine a Mauthausen, e fu l'unico della sua famiglia a sopravvivere.
Quando arrivò negli Stati Uniti all'età di 18 anni, Halivni fu alloggiato in un orfanotrofio ebraico, poi andò a studiare presso la Yeshiva Chaim Berlin e gli fu permesso di non frequentare le lezioni data la sua conoscenza superiore. Nel decennio successivo, completò gli studi universitari e ottenne un Master in filosofia e un Dottorato di ricerca in Talmud.
Halivni ha insegnato lungamente al Jewish Theological Seminary di New York City ed è stato Professore di Talmud e Rabbinica Classica presso il Dipartimento di Religione della Columbia University. Nel luglio 2005 è andato in pensione da questa università e da allora vive a Israele, dove insegna alla Università Ebraica di Gerusalemme e alla Università Bar-Ilan.

## Premi
- Nel 1985, Halivni ha ricevuto (insieme a Hillel Barzel e Shlomo Pines) il Premio Bialik per il pensiero ebraico.[4]
- Nel 2008, ha ricevuto il Premio Israele per le sue opere sul Talmud.[1][5][6]